# Paul Adrian
Pour les articles homonymes, voir Adrian.
Paul Henwood, dit Adrian (Paris 18e, 28 octobre 1919 - Clichy, 18 août 2013,,). Influencé par son père, journaliste hippique, créateur de la revue La Vie hippique (qui a cessé de paraître en 1940), Paul Adrian s'intéresse au cirque, d'abord par la voie de l'équitation (il écrira plus tard Le cirque commence à cheval), puis en apprécie toutes les disciplines. Bibliothécaire dans le « civil », cet ami du cirque en devient très vite un référent, initialement comme historiographe puis en tant qu'historien du cirque (« la mémoire du cirque », dit-on dans le milieu circassien).
Créateur du journal Scènes et Pistes avec l'illusionniste Carrington, il y collabore de nombreuses années et écrit également de nombreux articles dans d'autres revues de music-hall et de cirque. Dès 1957, il entreprend de publier des ouvrages consacrés à son hobby, avec la collaboration de son épouse Paulette Geneviève Adrian (disparue en 2008).